# FIFA Mobile
FIFA Mobile, actualment FC24 és un joc de plataforma mòbil fet per la companya estatunidenca Electronic Arts que es va anunciar l'11 d'octubre de 2016. Es pot descarregar al Google Play, l'App Store i Microsoft Windows i conté micropagaments. Es pot escollir entre més de 30 lligues i 650 equips reals, 17000 jugadors reals.

## Mode de Joc
Aquest joc conté un mode atac on tots el jugadors del món juguen amb altres jugadors per a aconseguir mes seguidors. També té un apartat anomenat " Live Events" on tracta de demostrar la teva destresa en el joc mitjançant una serie de proves de regates i xuts, a canvi obtens una sèrie d'objectes per a completar els plans.

## Equip de la setmana (TOTW) i jugador del mes (POTM)
Aquest 7 de març, els desenvolupadors del joc van afegir al joc uns nous jugadors i esdeveniments, els quals, en el TOTW has d'aconseguir 10 jugadors, 5 de oro i 5 d'elit. Amb aquests jugadors vas a aconseguir el millor jugador d'aquesta setmana. En la primera setmana van introduir a Lionel Messi, amb 95 de mitjana.

## Esdeveniments en directe
El joc també inclou esdeveniments en directe temàtics sobre esdeveniments recents del món real, així com minijocs basats en habilitats com ara tirs, passades, dribbles i porters. Exemples d'esdeveniments basats en esdeveniments del món real:
UEFA Champions League (des de FIFA Mobile 19),
CONMEBOL Libertadores (des del FC Mobile 24),
Copa del Món de la FIFA (només va aparèixer a FIFA Mobile 18 i FIFA Mobile 23),
Campionat d'Europa de la UEFA (des del FC Mobile 24),
Copa Amèrica (des del FC Mobile 24)
Premier League
La Lliga
Lliga 1
Bundesliga
i altres lligues diferents arreu del món.

## Desenvolupament i Llançament
El joc es va anunciar el 16 d'agost de 2016, durant la Gamescon 2016